# 伊恩·班克斯
伊恩·班克斯（英語：Iain M. Banks，1954年2月16日—2013年6月9日）是一名蘇格蘭科幻小說作家。
2008年被時代雜誌評為1945年後出生50位傑出英文作家。

## 生平

### 事業
班克斯於1984年出版《黃蜂工廠》後成為全職作家，他大部份作品都以蘇格蘭為背景，多部作品先後被改編成廣播劇、電視劇和電影。

### 私人生活
於2013年，醫生說班克斯因患癌而只剩不多於一年命後，即與同居女友結婚。

### 死亡
2013年初，班克斯發現患上膽囊癌，醫生診斷頂多再活一年，可惜班克斯最終於6月因病逝世。